# Cuauhtli Jiménez
Cuauhtli Jiménez Vargas (Villahermosa, Tabasco, 9 de noviembre de 1984), conocido artísticamente como Cuauhtli Jiménez, es un actor mexicano de cine, teatro y televisión.

## Carrera
Cuauhtli ingresa y estudia la carrera de actuación en CasAzul de Artes Escénicas de Argos Comunicación, en la Ciudad de México del cual fue egresado en 2006, así como también inició haciendo teatro en la puesta en escena de "Boris Godunov" pero en la versión española de esta misma original rusa.
En 2008 debuta en el ámbito televisivo con varias serie de televisión como lo fueron Capadocia y Secretos de vecindad, entre otras más. Mientras tanto tiempo después debuta en el cine con varias películas como lo fueron Ladies Mafia y El Shakka.
Para 2013 obtiene su primer pequeño papel en Televisa con la telenovela de Mentir para vivir y en la series de drama criminal de Telemundo, El Señor de los Cielos con el personaje de "Parra" al lado de Rafael Amaya y en Señora Acero como "Hormiga", en la tercera temporada y con Carolina Miranda como la protagonista de dicha serie.
Después le siguieron La querida del Centauro en 2016 interpretando a "Ignacio Atencio" y algunos episodios de La rosa de Guadalupe y La fiscal de hierro en 2017 como "Edmundo", pero no sería hasta 2018 que fue más conocido actoralmente por su papel de 'El Chemo' en la serie de TV Azteca Tres milagros, compartiendo créditos con Alexa Martín, Fátima Molina y Marcela Guirado.
En 2020 participa en la telenovela La Doña, en su segunda temporada como "Fernando Valle" y recientemente en 2021 se confirmó su participación en el elenco de la telenovela de Televisa Te acuerdas de mí dando vida a "Gonzo", siendo la pareja del personaje del actor Joshua Gutiérrez, y compartiendo escena al lado de Fátima Molina por segunda ocasión y Gabriel Soto.

## Filmografía

### Televisión
- Capadocia (2008-2010) como Flavio
- Secretos de vecindad (2012) como Santiago "Santi"
- El Señor de los Cielos (2013) como Parra
- Mentir para vivir (2013) como Domínguez
- Dos Lunas (2014) como Dagoberto Martínez
- Señora Acero, La Coyote (2014-2015) como "Hormiga"
- La rosa de Guadalupe (2014-2018) Varios personajes
- La querida del Centauro (2016) como Ignacio Arredondo
- Fear the Walking Dead (2016) como Reynaldo
- Por siempre Joan Sebastian (2016) como Gerardo Galarraga
- La fiscal de hierro (2017) como Edmundo "Mundo" Cabrera
- Narcos: México (2018) como Guerrilla #1
- Tres milagros (2018) como José María "Chemo" Castro[7]
- La Doña (2020) como Fernando "Nando" Valle
- Run Coyote Run (2020) como Inmigrante
- Te acuerdas de mí (2021) como Gonzalo "Gonzo" Garrido[8][9]
- S.O.Z: Soldados o Zombies (2021) como Sinpelotas[10]
- Contra las cuerdas (2023) como Lalo
- Zorro (2024) como Cuervo nocturno
- Lotería del crimen (2025) como Marco Mora[11]

### Cine
- Somos lo que hay (2010) como Armando
- Ladies Mafia (2011) como Pablo Branco
- El Shakka (2012) como Potrillo
- Visitantes (2014) como Hombre misterioso
- Carmín Tropical (2014) como un Custodio de la Polícia
- Como te ves, me ví (2017) como Janikua
- ¡Que viva México! (2023) como Jacinta[12]